# Rancho Queimado
Rancho Queimado es un municipio brasileño del estado de Santa Catarina. Tiene una población estimada al 2020 de 2 887 habitantes.
Se encuentra a 65 km de Florianópolis y tiene este nombre, "Rancho Quemado", debido al incendio de una antigua finca, posada de troperos que viajaban desde la costa hasta el municipio de Lages.
Uno de sus distritos más famosos es Taquaras, donde se celebra anualmente el Festival de la Fresa y posee un museo histórico en una antigua casa de campo de Hercílio Luz.
Desde 1905 se encuentra en el municipio la fábrica de refrescos Leonardo Sell, una de las más antiguas del país y fabricante del tradicional Guaraná Pureza.